# 弗雷西亞 (智利)
41°9′11″S 73°25′50″W / 41.15306°S 73.43056°W

弗雷西亞（西班牙語：Fresia）是智利的城市，位於該國中南部湖大區的蘭奇胡亞省，面積1,278.1平方公里，海拔高度133米，2012年人口11,366人，人口密度每平方公里8.9人。